# Sudetendeutsches Haus

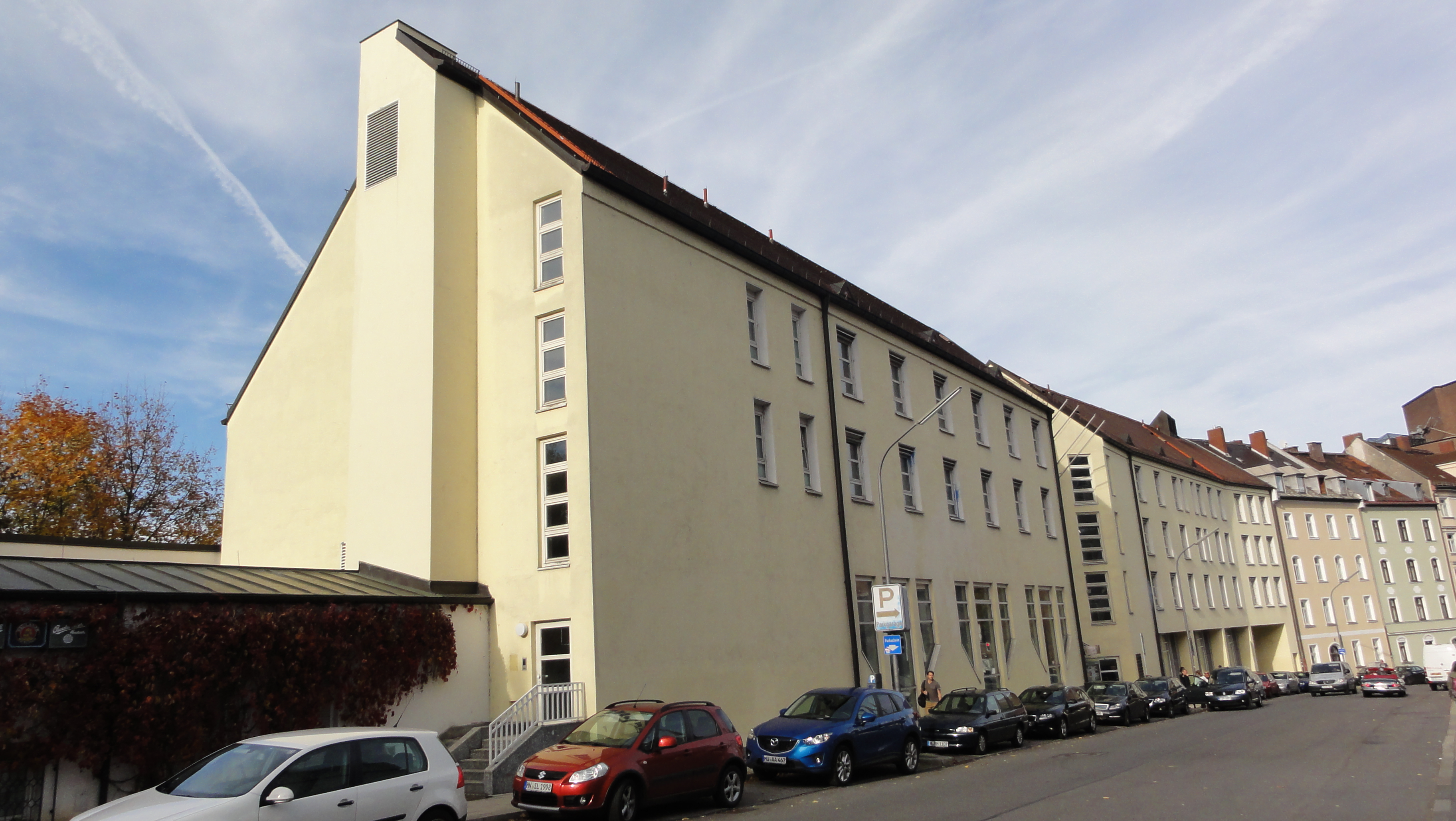
Sudetendeutsches Haus. Im Flachbau links befanden sich die für den Bau des Sudetendeutschen Museums 2016 abgerissenen Wallenstein-Stuben.

Das Sudetendeutsche Haus in München befindet sich in der Hochstraße 8 im Stadtteil Au, unweit des Kulturzentrums Gasteig. Es wurde im Dezember 1985 eingeweiht und beherbergt verschiedene sudetendeutsche Institutionen:
- Sudetendeutsche Stiftung
- Adalbert-Stifter-Verein
- Collegium Carolinum
- Sudetendeutsche Akademie der Wissenschaften und Künste
- Sudetendeutsches Archiv
- Sudetendeutsche Landsmannschaft
- Sudetendeutscher Rat
- Sudetendeutsche Jugend
- Heimatpflegerin der Sudetendeutschen
- Sudetendeutsche Zeitung

Daneben befand sich bis 2016 das für den Bau des Sudetendeutschen Museums abgerissene Restaurant Wallenstein-Stuben und die Alfred-Kubin-Galerie mit wechselnden Ausstellungen sowie Veranstaltungsräume.

## Museum
Unmittelbar neben dem Sudetendeutschen Haus, am ehemaligen Standort der Wallenstein-Stuben, befindet sich das Sudetendeutsche Museum, das 2020 eröffnet wurde.